# Caroline Högström
Sofia Caroline Magdalena Högström, född 10 november 1991 i Skerike församling i Västerås, är en svensk politiker (moderat). Hon är ordinarie riksdagsledamot sedan 2022, invald för Västmanlands läns valkrets.